# Mesa del Caballo
Mesa del Caballo – jednostka osadnicza w Stanach Zjednoczonych, w stanie Arizona, w hrabstwie Gila.